# فيديريكو سادا غونزاليس
فيديريكو سادا غونزاليس (بالإسبانية: Federico Sada González)‏ هو مسير أعمال مكسيكي، ولد في 19 يوليو 1949.